# Jean de Montrémy

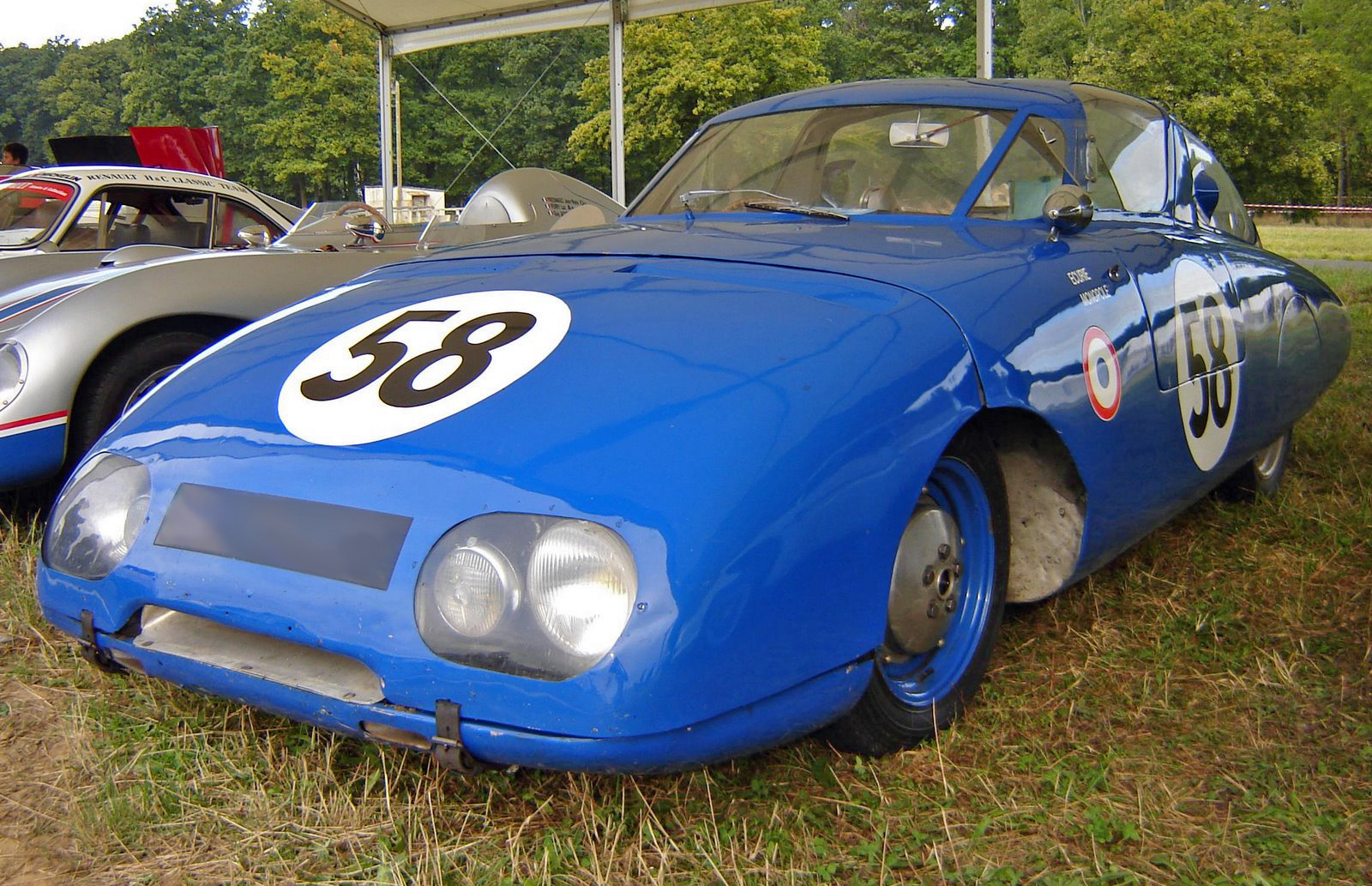
Von Jean de Montrémy konstruierter Monopole X86

Jean Marie de Waldruche Mont-Rémy, auch Jean de Montrémy, (* 18. Mai 1913 in Paris; † 16. Dezember 1998 in Neuilly-sur-Seine) war ein französischer Autorennfahrer, Motorsportfunktionär und Rennwagenkonstrukteur.

## Karriere
Jean de Montrémy war in den 1950er-Jahren neben den Brüdern Jean und Pierre Hémard in drei Funktionen beim kleinen französischen Rennwagenbauer Monopole tätig. de Montrémy kam 1944 zu Monopole und war dort Konstrukteur der Rennwagen, Rennleiter und Fahrer. 
Als Konstrukteur war er an allen Monopole-Entwicklungen vom Sport bis zum X89 beteiligt. Als Fahrer war er zwischen den Jahren 1949 und 1955 aktiv. Erstaunlich war der Umstand, dass er auch bei Rennen, bei denen er als Fahrer am Start war, die Position des Rennleiters innehatte. 
Nach einem ersten Rennstart 1947 in Reims fuhr er ab 1948 Langstreckenrennen und leitete ab 1949 die Einsätze beim 24-Stunden-Rennen von Le Mans. Nach einem Ausfall beim 24-Stunden-Rennen von Spa-Francorchamps 1948 erreichte er beim 12-Stunden-Rennen von Paris im selben Jahr den neunten Gesamtrang (Sieger Luigi Chinetti im Ferrari 166 Spyder Corsa).
In Le Mans war Montrémy auch als Fahrer an den größten Erfolgen von Monopole beteiligt. Nach einem Klassensieg 1949 und dem Gewinn des 16. Biennial Cup 1950 sicherten sich Montrémy und Jean Hémard 1951 den für die kleinen französischen Teams so wichtigen Index of Performance.
Diesen Erfolg konnte er als Rennleiter auch 1952 in Le Mans feiern.

## Statistik

### Le-Mans-Ergebnisse
| Jahr | Team                            | Fahrzeug           | Teamkollege     | Platzierung             | Ausfallgrund |
| ---- | ------------------------------- | ------------------ | --------------- | ----------------------- | ------------ |
| 1949 | Monopole-Poissy                 | Monopole Sport     | Eugène Dussous  | Rang 12 und Klassensieg |              |
| 1950 | Ets. Monopole                   | Monopole X84 Tank  | Jean Hémard     | Rang 22 und Klassensieg |              |
| 1951 | Ets. Monopole                   | Monopole X84       | Jean Hémard     | Rang 25 und Klassensieg |              |
| 1953 | Automobiles Panhard et Levassor | Panhard X85        | Jean Hémard     | nicht klassiert         |              |
| 1955 | Société Monopole                | Monopole X88 Sport | Francis Navarro | Leck im Öltank          |              |

### Einzelergebnisse in der Sportwagen-Weltmeisterschaft
| Saison | Team               | Rennwagen    | 1   | 2   | 3   | 4   | 5   | 6   | 7   |
| ------ | ------------------ | ------------ | --- | --- | --- | --- | --- | --- | --- |
| 1953   | Panhard & Levassor | Panhard X85  | SEB | MIM | LEM | SPA | NÜR | RTT | CAP |
| 1953   | Panhard & Levassor | Panhard X85  | DNF |     |     |     |     |     |     |
| 1955   | Monopole           | Monopole X88 | BUA | SEB | MIM | LEM | RTT | TAR |     |
| 1955   | Monopole           | Monopole X88 | DNF |     |     |     |     |     |     |